# Ondřej Šefčík
Ondřej Šefčík (* 26. dubna 1974 Opava) je český obecný lingvista, indoevropeista, bohemista a slavista, specializující se na fonologii. Je synem slezského historika a archiváře Ericha Šefčíka z Kravař.

## Život
Vystudoval obor český jazyk a literatura na Filozofické fakultě Masarykovy univerzity (1992–1997). V roce 2001 získal titul Ph.D. v oboru srovnávací indoevropská jazykověda na Ústavu jazykovědy tamtéž (školitel prof. Adolf Erhart). Titul PhDr. získal roku 2011.
Od roku 2001 působí v Brně na Ústavu jazykovědy a baltistiky Filozofické fakulty MU, od roku 2003 je jeho vedoucím.
Habilitoval se roku 2022 prací The development of the IE clusters plosive + t/s/dh na Masarykově universitě. V letech 2002 až 2007 pracoval v Etymologickém oddělení Ústavu pro jazyk český AV ČR v Brně na částečný úvazek.
V letech 2009 až 2014 byl členem Rady České tiskové kanceláře, v letech 2011 až 2014 byl jejím předsedou.
Je členem a předsedou brněnské pobočky Jazykovědného sdružení.

## Vybrané publikace
- ŠEFČÍK, Ondřej. The development of Indo-European obstruent clusters of types plosive + t/s into Slavic. Zeitschrift für Slawistik. De Gruyter, 2020, roč. 65, č. 2, s. 222-248. ISSN 0044-3506. doi:10.1515/slaw-2020-0012.
- ŠEFČÍK, Ondřej. The problem of Proto-Balto-Slavic ‘aspirates’ revisited. Slovo a slovesnost. AV ČR, Ústav pro jazyk český, 2016, roč. 77, č. 4, s. 300-315. ISSN 0037-7031.Šefčík, Ondřej: Old Indo-Aryan bhasa and Common Slavic *bolboliti. Linguistica Brunensia, Brno: Masarykova univerzita, 2015, roč. 63, č. 1, s. 71-78. ISSN 1803-7410.
- Šefčík, Ondřej - Bičanová, Lenka: Gramatický přehled sanskrtu. 1. vyd. Brno: Masarykova univerzita, 2014. 105 s. ISBN 978-80-210-7045-5.
- ŠEFČÍK, Ondřej: The fourth makes it whole? The reduced lengthened ablaut grade in Old Indo-Aryan. Indogermanische Forschungen: Zeitschrift für Indogermanistik und allgemeine Sprachwissenschaft, Berlin: Walter De Gruyter, 2014, roč. 119, č. 1, s. 397-418. ISSN 0019-7262.
- Šefčík, Ondřej – Blažek, Václav: Oronyms derived from water? Mons Abnobae and Haraiti. Historische Sprachforschung, Göttingen: Vanderhoeck & Ruprecht, 2012, roč. 124, č. 1, s. 239-249. ISSN 0935-3518.
- Šefčík, Ondřej: Features of Common Slavic Ablaut Alternation. In Kosta, Peter – Schürcks, Lilia: Formalization of Grammar in Slavic Languages. Frankfurt am Main: Peter Lang, 2011. s. 43-53, 11 s. ISBN 978-3-631-61869-1.
- Šefčík, Ondřej: K základním pojmům grafémiky. In Čornejová, Michaela – Rychnovská Lucie – Zemanová Jana: Dějiny českého pravopisu (do r. 1902). Sborník příspěvků z mezinárodní konference Dějiny českého pravopisu. Brno: Host -- Masarykova Univerzita, 2010. s. 30-39, 10 s. ISBN 978-80-7294-508-5.
- Hanzal, Jiří – Šefčík, Ondřej (eds.): Sršatý Prajz. Erich Šefčík (1945–2004), Praha: Nakladatelství Lidové noviny 2010, 256 s. ISBN 978-80-7422-033-3
- Šefčík, Ondřej: Strymon a *strumen-: hydronyma a apelativa od indoevropského kořene *sreu-. In Studia etymologica Brunensia 6. Praha: Nakladatelství Lidové noviny, 2009. s. 323-328, 6 s. ISBN 978-80-7106-209-7.
- Šefčík, Ondřej: On significance of alternations for fuctioning of a phonological system. Slavia, Praha: Praha, 2008, roč. 77, č. 1, s. 171-176. ISSN 0037-6736.
- Šefčík, Ondřej: Vývoj pravopisu od národního obrození do současnosti. In Kapitoly z dějin české jazykovědné bohemistiky. 1. vyd. Praha: Academia, 2007. s. 516-539, 23 s. ISBN 978-80-200-1523-5.